# رون تيرادا
رون تيرادا هو فنان صوت ‏ ومصور كندي، ولد في 1969.